# Landtagswahlkreis Wolfsburg
Der Wahlkreis Wolfsburg ist ein Landtagswahlkreis in Niedersachsen. Er umfasst die Stadt Wolfsburg bis auf die Stadtteile Brackstedt, Velstove, Vorsfelde, Warmenau und Wendschott, die zum Wahlkreis Gifhorn-Nord/Wolfsburg gehören.
Der Wahlkreis wurde zur Landtagswahl in Niedersachsen 2008 neu gebildet. Bei der 2003 gültigen Wahlkreiseinteilung bestand in Wolfsburg der Wahlkreis Wolfsburg (Wahlkreis 11) mit einem etwas anderen Zuschnitt.

## Landtagswahl 2022
| Landtagswahl in Niedersachsen 2022 – WK WolfsburgZweitstimmen %403020100 36,7 %25,8 %12,5 %11,8 %4,8 %2,5 %1,6 %1,4 %0,8 %0,7 %0,5 %1,0 % SPDCDUAfDGrüneFDPLinkeTierschutzBasisPARTEIVoltFWSonst.Gewinne und Verlusteim Vergleich zu 2017 %p 6 4 2 0 −2 −4 −6 −8−6,3 %p−4,0 %p+4,3 %p+6,0 %p−1,3 %p−2,2 %p+0,9 %p+1,4 %p+0,2 %p+0,7 %p+0,3 %p+0,2 %pSPDCDUAfDGrüneFDPLinkeTierschutzBasisPARTEIVoltFWSonst. |

| Gegenstand der Nachweisung    | Gegenstand der Nachweisung | Erst- stimmen | Erst- stimmen | Zweit- stimmen | Zweit- stimmen |
| Bewerber                      | Partei                     | Anzahl        | %             | Anzahl         | %              |
| ----------------------------- | -------------------------- | ------------- | ------------- | -------------- | -------------- |
| Wahlberechtigte               | Wahlberechtigte            | 72.112        | 72.112        | 72.112         | 72.112         |
| Wähler                        | Wähler                     | 39.894        | 39.894        | 55,3 %         | 55,3 %         |
| Ungültige Stimmen             | Ungültige Stimmen          | 1.209         | 3,0           | 406            | 1,0            |
| Gültige Stimmen               | Gültige Stimmen            | 38.685        | 97,0          | 39.488         | 99,0           |
| davon                         |                            |               |               |                |                |
| Cindy Lutz                    | CDU                        | 12.936        | 33,4          | 10.193         | 25,8           |
| Immacolata Glosemeyer         | SPD                        | 16.029        | 41,4          | 14.489         | 36,7           |
| Katharina Rosch               | GRÜNE                      | 3.845         | 9,9           | 4.655          | 11,8           |
| Mats-Ole Maretzke             | FDP                        | 2.370         | 6,1           | 1.880          | 4,8            |
|                               | AfD                        |               |               | 4.920          | 12,5           |
|                               | DIE LINKE                  | 978           | 2,5           |                |                |
| Andreas Kinne                 | dieBasis                   | 2.545         | 6,6           | 556            | 1,4            |
|                               | FREIE WÄHLER               |               |               | 192            | 0,5            |
|                               | Die Humanisten             | 66            | 0,2           |                |                |
|                               | Die PARTEI                 | 321           | 0,8           |                |                |
|                               | Gesundheitsforschung       | 123           | 0,3           |                |                |
|                               | Tierschutzpartei           | 645           | 1,6           |                |                |
|                               | PIRATEN                    | 183           | 0,5           |                |                |
|                               | Volt                       | 287           | 0,7           |                |                |
| Johann Sebastian Günter Hönig | Einzelbewerber             | 960           | 2,5           |                |                |

## Landtagswahl 2017
Zur Landtagswahl in Niedersachsen 2017 traten im Wahlkreis Wolfsburg sechs Direktkandidaten an. Direkt gewählte Abgeordnete ist Immacolata Glosemeyer (SPD).
| Partei                | Direktkandidat        | Erststimmen | Zweitstimmen |
| --------------------- | --------------------- | ----------- | ------------ |
| CDU                   | Peter Kassel          | 33,0        | 29,8         |
| SPD                   | Immacolata Glosemeyer | 43,9        | 43,0         |
| Bündnis 90/Die Grünen | Axel Bosse            | 5,2         | 5,8          |
| FDP                   | Frank Hocke           | 4,8         | 6,1          |
| DIE LINKE             | Bastian Zimmermann    | 5,0         | 4,7          |
| AfD                   | Stefanie Scharfenberg | 8,1         | 8,2          |
| BGE                   |                       |             | 0,1          |
| DM                    |                       |             | 0,1          |
| Freie Wähler          |                       |             | 0,2          |
| LKR                   |                       |             | 0,0          |
| ÖDP                   |                       |             | 0,2          |
| Die PARTEI            |                       |             | 0,6          |
| Tierschutzpartei      |                       |             | 0,7          |
| Piratenpartei         |                       |             | 0,3          |
| V-Partei³             |                       |             | 0,1          |

Die Wahlbeteiligung lag mit 58,0 % unter dem Landesdurchschnitt dieser Wahl.

## Landtagswahl 2013
Zur Landtagswahl in Niedersachsen 2013 traten im Wahlkreis Wolfsburg sechs Direktkandidaten an. Direkt gewählte Abgeordnete ist Angelika Jahns (CDU). Über die Landesliste zog zusätzlich Immacolata Glosemeyer (SPD) in den niedersächsischen Landtag ein.
| Partei                | Direktkandidat              | Erststimmen | Zweitstimmen |
| --------------------- | --------------------------- | ----------- | ------------ |
| CDU                   | Angelika Jahns              | 43,4        | 37,5         |
| SPD                   | Immacolata Glosemeyer       | 39,9        | 35,7         |
| Bündnis 90/Die Grünen | Sascha Bastian              | 8,6         | 11,0         |
| FDP                   | Adolf-Dietmar Rudolf Busold | 2,3         | 7,3          |
| DIE LINKE             | Pia-Beate Zimmermann        | 3,5         | 3,4          |
| Piratenpartei         | Svante Evenburg             | 2,4         | 2,6          |
| NPD                   |                             |             | 1,0          |
| Freie Wähler          |                             |             | 0,8          |
| Die Freiheit          |                             |             | 0,4          |
| PBC                   |                             |             | 0,3          |
| Bündnis 21/RRP        |                             |             | 0,1          |

## Landtagswahl 2008
Zur Landtagswahl in Niedersachsen 2008 traten im Wahlkreis Wolfsburg sieben Direktkandidaten an. Direkt gewählte Abgeordnete ist Angelika Jahns (CDU). Der Wahlkreis trug die Wahlkreisnummer 7.
| Partei                     | Direktkandidat        | Erststimmen | Zweitstimmen |
| -------------------------- | --------------------- | ----------- | ------------ |
| CDU                        | Angelika Jahns        | 45,2        | 42,8         |
| SPD                        | Hiltrud Jeworrek      | 34,2        | 31,6         |
| Die Linke                  | Pia-Beate Zimmermann  | 7,4         | 8,1          |
| FDP                        | Gerrit von Daake      | 4,4         | 6,8          |
| Bündnis 90/Die Grünen      | Petra Schmieta-Lüdtke | 5,8         | 6,5          |
| NPD                        | Michael Knobloch      | 1,9         | 2,1          |
| Freie Wähler Niedersachsen | Thomas Huhnholz       | 1,1         | 0,5          |
| Die Grauen                 |                       |             | 0,5          |
| Mensch Umwelt Tierschutz   |                       |             | 0,4          |
| Familien-Partei            |                       |             | 0,3          |
| PBC                        |                       |             | 0,2          |
| ödp                        |                       |             | 0,1          |
| Ab jetzt                   |                       |             | 0,1          |
| Die Friesen                |                       |             | 0,1          |

## Landtagswahl 2003
Zur Landtagswahl in Niedersachsen 2003 war der Wahlkreis kleiner und umfasste Wolfsburg ohne Almke, Barnstorf, Ehmen, Fallersleben, Hattorf, Hehligen, Heiligendorf, Mörse, Neindorf, Neuhaus, Nordsteimke, Reislingen, Sülfeld, Vorsfelde, Wendschott. Direkt gewählt wurde Anneliese Zachow (CDU).
| Partei                                | Direktkandidat       | Erststimmen | Zweitstimmen |
| ------------------------------------- | -------------------- | ----------- | ------------ |
| CDU                                   | Anneliese Zachow     | 50,3        | 46,4         |
| SPD                                   | Ingrid Eckel         | 42,2        | 39,5         |
| FDP                                   | Andreas Meister      | 2,8         | 6,4          |
| Bündnis 90/Die Grünen                 | Axel Bosse           | 3,6         | 5,0          |
| Partei Rechtsstaatlicher Offensive    |                      |             | 1,0          |
| Partei des Demokratischen Sozialismus | Pia-Beate Zimmermann | 1.0         | 0,6          |
| Die Grauen                            |                      |             | 0,4          |
| Republikaner                          |                      |             | 0,4          |
| PBC                                   |                      |             | 0,2          |
| ödp                                   |                      |             | 0,1          |
| Bürgerrechtsbewegung Solidarität      |                      |             |              |
| Familien-Partei                       |                      |             |              |